# Fundo para a Consolidação da Paz das Nações Unidas
O Fundo para a Construção da Paz das Nações Unidas (PBF em inglês) é um fundo fiduciário plurianual criado em 2005  pelo Secretário-Geral da ONU a pedido da Assembleia Geral da ONU com um financiamento inicial alvo de 250 milhões de dólares, através das resoluções A/RES/60/180 e S/RES/1645.
Pretende apoiar a construção da paz em pós-conflito, promovendo o financiamento a países que estejam emergindo de guerras ou que nelas possam recair. O fundo foi estabelecido em reconhecimento de que um dos impedimentos para o sucesso da construção da paz é a escassez de recursos, nomeadamente recursos financeiros.
O fundo tem como objetivo, portanto, estender o apoio fundamental durante as fases iniciais de um processo de paz. Seu design incorpora vários princípios-chave:
- Reconhecimento do direito de propriedade nacional dos processos de paz;
- Necessidade de servir como um "catalisador" para dar o pontapé inicial de intervenções críticas de construção de paz;
- Utilização das Agências das Nações Unidas, fundos e programas como destinatários de apoio à implementação do projeto por entidades nacionais
- Operação como um processo de desembolso a nível de cada país.

Até dezembro de 2013, 12 países contribuíram com o PBC em quantias superiores a 10 milhões de dólares americanos, incluindo doadores privados. Os países que mais receberam recursos do PBF são o Burundi, República Centro Africana, Guiné Equatorial, Guiné-Bissau, Libéria e Serra Leoa. 

## Áreas prioritárias
Os projetos apoiados pelo PBF enquadram-se em 4 áreas prioritárias:
- Apoio à implementação de acordos de paz e de diálogo político;
- Promoção da coexistência pacífica e da resolução de conflitos;
- Revitalização da economia e geração de dividendos imediatos de paz;
- Reestabelecimento de serviços administrativos essenciais.

## Mecanismos
Existem dois mecanismos distintos de alocação do fundo:
- Mecanismo de Resposta Imediata (Immediate Response Facility, ou IRF) - para projetos voltados para o atendimento de necessidades “imediatas” de construção da paz, com duração variável entre 6 e 18 meses;
- Mecanismo de Construção da Paz e de Recuperação (Peacebuilding and Recovery Facility, ou PRF) - para casos nos quais há urgência de apoio financeiro externo.

## Exemplos de projetos apoiados
- Apoio à realização de eleições na Guiné-Bissau, no contexto posterior ao golpe militar de 2012;
- Deterioração de direitos humanos na República Centro Africana em 2013.